# Sounds of a Playground Fading
Sounds of a Playground Fading je desáté studiové album švédské metalové kapely In Flames. Jedná se o první album nahrané In Flames poté, co kapelu v únoru 2010 opustil kytarista Jesper Strömblad.

## Seznam skladeb
Veškerou hudbu napsal Björn Gelotte a všechny texty Anders Fridén.
1. Sounds of a Playground Fading - 4:44
2. Deliver Us - 3:31
3. All for Me - 4:31
4. The Puzzle - 4:34
5. Fear Is the Weakness - 4:07
6. Where the Dead Ships Dwell - 4:27
7. The Attic - 3:18
8. Darker Times - 3:25
9. Ropes - 3:42
10. Enter Tragedy - 3:59
11. Jester's Door - 2:38
12. A New Dawn - 5:52
13. Liberation - 5:10

## Sestava
- Anders Fridén – zpěv
- Björn Gelotte – kytary
- Peter Iwers – basová kytara
- Daniel Svensson – bicí, perkuse